# Vatica pauciflora
Espèce
Classification phylogénétique
Statut de conservation UICN

 VU  : Vulnérable
 Vatica pauciflora est un arbre sempervirent de Thaïlande, de Malaisie péninsulaire et de Sumatra appartenant à la famille des dipterocarpaceae

## Répartition
Forêts de bord de rivière et de marécages de Thaïlande, Malaisie péninsulaire, Singapour et Sumatra.

## Préservation
Espèce menacée par la déforestation et l'exploitation forestière.